# Onze-Lieve-Vrouw van Wilsele
Het beeld van Onze-Lieve-Vrouw van Wilsele is een houten beeltenis van Maria dat reeds eeuwenlang in de Belgische plaats Wilsele, thans een deelgemeente van de stad Leuven, vereerd wordt. Het huidige beeld is een kopie uit 1947, nadat het origineel in 1945 was gestolen.

## Geschiedenis
De Nederlandse auteur Justus Gerardus Swaving vermeldde in 1824 de Onze-Lieve-Vrouw van Wilsele in zijn werk over rooms-katholieke heiligenbeelden. Hij stelt dat het beeld afkomstig is van Koekelberg en vermaard omwille van de vele mirakelen die gebeurden door of in de nabijheid van dit beeld. Deze wonderen zijn ons overgeleverd door de geschriften van een Nederlandse priester uit Geertruidenberg, die een buitengoed bezat in de omgeving van Wilsele.

### Roeselbergkapel
Op de Roeselberg, een heuvel gelegen op de grens tussen Herent en Wilsele, stond in de middeleeuwen een kapel. De kapel was gewijd aan de heilige Maagd Maria en was eeuwenlang een gekend bedevaartsoord. De oudste beschrijving van de kapel gaat terug tot 1486. In deze kapel stond een beschilderd eikenhouten beeld van zo'n 50 centimeter hoog van Maria met het Kind Jezus op de arm. De kapel en het wonderbaarlijke beeld kende in die tijden een grote toeloop van gelovigen.
Doordat deze kapel op de grens tussen Wilsele en Herent lag, noemde men het beeld in het verleden soms ook Onze-Lieve-Vrouw van Herent.

### Sint-Martinuskerk
Aan het begin van de 17e eeuw verhuisde het Mariabeeld naar de Sint-Martinuskerk van Wilsele, omdat de kapel op de Roeselberg in een bijzonder bouwvallige staat verkeerde.
Vanuit de Sint-Martinuskerk trok er jaarlijks op Pinkstermaandag een processie uit, waarbij het eeuwenoude miraculeuze houten Mariabeeldje, getooid met mantel en kroon, door het dorp werd gedragen door meisjes uit het dorp. Vanaf 1926 werd deze processie ter ere van de Onze-Lieve-Vrouw van Wilsele op Pinksterdag zelf gehouden. Deze traditie is ergens na de Tweede Wereldoorlog uitgedoofd.

### Diefstal
Op 9 oktober 1945 werd het beeld gestolen uit de Sint-Martinuskerk. In 1947 werd een nieuw beeld gemaakt, een replica, uit een 400 jaar oud eikenblok, gebaseerd op fotomateriaal van het oorspronkelijke beeld. Deze replica is nog steeds te vinden in de Wilselse parochiekerk.

## Bronmateriaal
- Hueber, A. (O.S.B.) & Debecker, Gh.K. Geschiedenis van Wilsele. Zijn opkomst en ontwikkeling, 1969.